# ایوان مخوف (فیلم)
ایوان مخوف (روسی: Иван Грозный) فیلم حماسی دو قسمتی در سبک زندگینامه‌ای به کارگردانی سرگئی آیزنشتاین است که بخش اول آن در سال ۱۹۴۳ منتشر شد. فیلم در مورد ایوان مخوف است که مورد تحسین ژوزف استالین قرار گرفته بود و با او، احساس نزدیکی می‌کرد. به همین خاطر، دستور به ساختن آن داد. بخش دوم فیلم اما تا ۱۹۵۸، توقیف بود و اجازه پخش نیافت. آیزنشتاین فیلم‌نامه را گسترش داده بود تا در سه بخش، پایان یابد اما توقیف قسمت دوم، مانع کارش شد و هرچه تا آن زمان برای بخش سوم تولید شده بود، از بین برده شد.
رهبر شوروی ژوزف استالین ساخت این فیلم را در اوایل سال ۱۹۴۱ سفارش داد، اما آغاز جنگ جهانی دوم سبب شد روند تولید آن به تعویق بیفتد و فیلم‌برداری تا آوریل ۱۹۴۳ آغاز نشد. بخش عمده‌ای از فیلم در آلماآتا فیلم‌برداری شد و چند صحنه رنگی آن در مسکو ضبط گردید. بخش اول فیلم در سال ۱۹۴۵ به‌نمایش درآمد و با موفقیت روبه‌رو شد و جایزه استالین را دریافت کرد. بخش دوم فیلم با وجود آن‌که در سال ۱۹۴۶ به پایان رسید، ممنوع شد و تا سال ۱۹۵۸ به نمایش درنیامد. آیزنشتاین قصد داشت این فیلم را در سه بخش بسازد، اما پس از توقیف بخش دوم، تولید بخش سوم متوقف شد. آیزنشتاین در سال ۱۹۴۸ درگذشت و فیلم ناتمام باقی ماند.
داستان فیلم "ایوان مخوف" دربارهٔ ایوان چهارم، تزار جوان روسیه است که در سال ۱۵۴۷ تاج‌گذاری می‌کند. او قصد دارد روسیه را متحد کند و از مرزهای کشور در برابر دشمنان خارجی و مخالفان داخلی محافظت کند. اما او با مقاومت و دشمنی بویارها (اشراف قدرتمند) و همین‌طور خیانت نزدیکانش، از جمله دوست دوران کودکی‌اش کوربسکی، مواجه می‌شود. در این میان، او با توطئه‌های خانوادگی و سیاسی روبه‌روست و در نهایت تلاش می‌کند تا با ایجاد نیروی ویژه‌ای به نام "اوپریچنیکی" قدرت خود را تثبیت کند. در طول داستان، ایوان با چالش‌های فراوانی در مورد اعتماد، خیانت و حفظ وحدت کشور مواجه می‌شود.
در این فیلم‌ها، ایوان بیش از آن‌که به‌عنوان یک فرد معرفی شود، به‌عنوان یک فرمانروا به تصویر کشیده شده است؛ فرمانروایی که برای یکپارچه‌سازی روسیه می‌کوشد و برای غلبه بر نظام سنتی حکومت بویارها با دشواری‌هایی روبه‌روست. گرچه تصویر او لزوماً دل‌سوزانه نیست، اما چنان نشان داده می‌شود که گویی برای نجات کشور ناچار به اعمال خشونت و بی‌رحمی است. در برخی صحنه‌ها، او به‌ویژه در یادآوری دوران کودکی و نوجوانی‌اش، به‌عنوان قربانی بویارها نشان داده می‌شود. فیلم همچنین به‌تدریج لغزیدن ایوان به‌سوی بدگمانی و پارانویای سیاسی را به تصویر می‌کشد؛ چیزی که موجب نارضایتی استالین شد و باعث شد بخش دوم فیلم را ممنوع کند.
این فیلم با واکنش‌هایی دوگانه روبه‌رو شده است؛ از سویی به‌شدت مورد انتقاد قرار گرفته و از سوی دیگر بسیار ستوده شده است. از زمان انتشار تاکنون، در فهرست‌های گوناگونی از بهترین فیلم‌های تاریخ سینما جای گرفته و از آن به‌عنوان یکی از پیچیده‌ترین و برجسته‌ترین آثار آیزنشتاین یاد می‌شود. جلوه‌های بصری فیلم و موسیقی ساختهٔ پروکفیف تحسین شده‌اند، اما دربارهٔ دیگر جنبه‌های آن همچون بازیگری و داستان، دیدگاه‌ها متفاوت‌اند. در مورد نحوهٔ پرداخت فیلم به استالینیسم نیز دیدگاه‌ها متفاوت است — شخصیت ایوان چهارم در این فیلم از دید بسیاری نمادی از استالین است؛ از این‌رو برخی فیلم را نقدی بر استالینیسم می‌دانند و برخی دیگر آن را تمجیدی از ایوان چهارم و به‌تبع آن، استالین.
فیلم عمدتاً سیاه‌وسفید است، اما در انتهای بخش دوم چند صحنهٔ رنگی دارد. موسیقی فیلم را سرگئی پروکفیف ساخته است.

## داستان

### بخش اول
در سال ۱۵۴۷، شاهزاده بزرگ مسکو، ایوان چهارم، که ۱۷ سال دارد، در حالی‌که با دشمنی بویارها و حسادت عمه‌اش یفروسینیا استاریتسکایا روبه‌روست که آرزو دارد پسرش ولادیمیر استاریتسکی بر تخت بنشیند، به‌عنوان تزار تمام روسیه تاج‌گذاری می‌کند. ایوان در سخنرانی خود اعلام می‌کند که قصد دارد روسیه را در برابر ارتش‌های بیگانه و دشمنان داخلی، که اشاره‌ای است به بویارهای ناراضی از تاج‌گذاری‌اش، متحد و محافظت کند. یکی از سفیران لیوونی از شاهزاده آندری کوربسکی می‌پرسد که چرا ایوان برای سلطنت شایسته‌تر از اوست.
مدتی بعد، ایوان با آناستازیا رومانونا ازدواج می‌کند. کوربسکی که دلباختهٔ آناستازیاست، می‌کوشد رابطهٔ عاشقانه‌اش با او را از سر گیرد، اما آناستازیا او را پس می‌زند. در مراسم ازدواج، فیودور کولیچف، از دوستان نزدیک ایوان، به او می‌گوید که نمی‌تواند در مبارزه با بویارها از او پشتیبانی کند و اجازه می‌خواهد که به زندگی رهبانی پناه ببرد. جشن ازدواج با ورود مردم خشمگین، به رهبری مالیوتا اسکوراتوف و دیوانه‌ای مذهبی به نام نیکولا، به‌هم می‌ریزد. آن دو ایوان را متهم می‌کنند که تحت تأثیر خانوادهٔ تزارینا قرار گرفته است. ایوان جمعیت را آرام می‌کند، اما نمایندگانی از خانات قازان وارد می‌شوند و اعلام جنگ قازان به مسکو را خبر می‌دهند. ایوان تصمیم می‌گیرد به سوی قازان لشکر بکشد. مالیوتا با وفاداری به ایوان می‌پیوندد و همراه او به جنگ می‌رود.
در محاصره قازان (۱۵۵۲), سپاه ایوان تونل‌هایی زیر شهر می‌سازد و آن‌ها را با باروت پر می‌کند. کوربسکی، که به‌صورت ظاهری فرمانده است، به‌دلیل رفتار بیرحمانه‌اش با اسیران تاتار، مورد سرزنش ایوان قرار می‌گیرد و از او کینه به دل می‌گیرد. شهر قازان به‌دست ارتش روسیه فتح می‌شود. در آنجا ایوان با آلکسی باسمانوف، یکی از مردم عادی که از بویارها بیزار است، آشنا می‌شود. او به‌همراه پسرش فیودور باسمانوف ایوان را تا مسکو همراهی می‌کند.
در راه بازگشت از قازان، ایوان به شدت بیمار می‌شود. یفروسینیا که از کینهٔ کوربسکی نسبت به ایوان باخبر است، او را به سوگند وفاداری به ولادیمیر ترغیب می‌کند و وعده می‌دهد که حکومت مسکو را به او می‌سپارد، چراکه ولادیمیر از نظر ذهنی ناتوان است. ایوان بویارها را فرا می‌خواند و از آن‌ها می‌خواهد به پسرش، تساروویچ دیمیتری، سوگند وفاداری بدهند. اما بویارها، به تحریک یفروسینیا، سرباز می‌زنند. ایوان از حال می‌رود و گمان می‌رود که مرده است. بویارها همگی شروع به سوگند خوردن به ولادیمیر می‌کنند. اما تزارینا اشاره می‌کند که ایوان هنوز زنده است و کوربسکی با شتاب به تساروویچ وفاداری می‌سپارد. ایوان به هوش می‌آید و برای وفاداری کوربسکی، او را به مرز غربی کشور برای نبرد با لیوونی‌ها و همسود لهستان–لیتوانی می‌فرستد. آلکسی باسمانوف نیز به مرز جنوبی با کریمه فرستاده می‌شود. ارتقای یک فرد عادی به چنین مقامی، نارضایتی بیشتر بویارها را برمی‌انگیزد.
بویارها و اسقف اعظم پیمِن علیه ایوان توطئه می‌کنند. یفروسینیا برای تضعیف ایوان، نقشهٔ قتل آناستازیا را می‌کشد. هنگامی‌که خبر تسلیم کوربسکی به لیوونی‌ها به شاه و ملکه می‌رسد، او جامی از شراب مسموم را در اتاقشان می‌گذارد. این خبر آناستازیا را که پیش‌تر بیمار بوده، به‌شدت ناراحت می‌کند. ایوان، بی‌اطلاع از مسموم بودن شراب، آن را به همسرش می‌دهد و ناخواسته او را می‌کشد.
ایوان در تصمیمات و مشروعیت خود دچار تردید می‌شود و مرگ همسرش و خیانت کوربسکی را تنبیه الهی می‌پندارد. او سراغ کولیچف می‌فرستد. آلکسی باسمانوف به او پیشنهاد می‌دهد که اطراف خود را با افراد قابل‌اعتماد یعنی اوپریچنیک‌ها پر کند و فیودور را به خدمتش عرضه می‌کند.
ایوان در سال ۱۵۶۴ از سلطنت کناره‌گیری کرده و به اسلوبودای آلکساندروفا می‌رود. با آمدن صدها نفر از مردم عادی به دیدارش، تصمیم می‌گیرد بازگردد و اعلام می‌کند که از این پس، با قدرت مطلقی که از سوی مردم به او تفویض شده، حکومت خواهد کرد.

### بخش دوم:توطئه بویارها
در سال ۱۵۶۵، کوربسکی به زیگیسموند دوم آگوستوس، پادشاه لهستان، سوگند وفاداری می‌سپارد. زیگیسموند قول می‌دهد که در صورت غیبت تزار و پیروزی در لشکرکشی، قلمروهای او را به کوربسکی بدهد. اما نقشه آن‌ها با بازگشت ایوان به مسکو نقش بر آب می‌شود. ایوان در بازگشت، تأسیس دو بخش زمشچینا و اوپریچنینا را اعلام می‌کند.
کولیچف، که اکنون فیلیپ دوم، متروپولیت مسکو شده، بازمی‌گردد. ایوان که از فقدان متحدان رنج می‌برد، از او می‌خواهد که به‌عنوان متروپولیت مسکو منصوب شود. فیلیپ به شرط داشتن حق شفاعت برای محکومان می‌پذیرد. اما هنوز این موضوع تثبیت نشده، مالیوتا بنا به فرمان ایوان، چند بویار از جمله بستگان فیلیپ را می‌کشد، و دشمنی فیلیپ را برمی‌انگیزد.
در گفت‌وگو با فیلیپ، ایوان به یاد می‌آورد که مادرش را با سم کشتند و در جوانی با بویارهای شویسکی و بلسکی که می‌خواستند با شوالیه‌های لیوونی و هانز قرارداد ببندند، روبه‌رو شد. شویسکی که به مادرش توهین کرده و قصد ضرب او را داشت، به دستور ایوان اعدام شد و ایوان اعلام کرد که از آن پس تنها و به‌عنوان تزار فرمان خواهد راند.
فیودور باسمانوف به ایوان شک می‌کند که شاید آناستازیا مسموم شده باشد. ایوان، که به یفروسینیا مظنون شده اما نمی‌خواهد علیه یکی از اعضای خانواده‌اش اقدامی کند، از فیودور می‌خواهد که سکوت کند. در همین حال، فیلیپ تصمیم می‌گیرد جلو استبداد ایوان را بگیرد و هنگام اجرای نمایش رازآلودی درباره شدرک، میشک و عبدنغو در کلیسا، با او روبه‌رو می‌شود. در جریان این بحث، کودکی ایوان را با نبوکدنصر اشتباه می‌گیرد و فریاد می‌زند: «این همان پادشاه کافر هولناک است؟» ایوان در همان لحظه یقین می‌یابد که یفروسینیا همسرش را کشته و اعلام می‌کند که دقیقاً همان خواهد شد که دشمنانش می‌نامندش: «مخوف».
مدتی بعد، یفروسینیا به بویارها اعلام می‌کند که ایوان فیلیپ را دستگیر کرده و احتمالاً اعدام خواهد کرد. بویارها و اسقف پیمِن، که یکی از مهم‌ترین متحدان خود را از دست داده‌اند، تصمیم می‌گیرند ایوان را ترور و ولادیمیر را به سلطنت برسانند. برای این کار، راهب نوآموزی به نام پیوتر ولینتس را برمی‌گزینند.
ایوان ولادیمیر را به ضیافتی دعوت می‌کند. ولادیمیر در حال مستی، نقشهٔ بویارها را فاش می‌کند. فیودور و مالیوتا پیوتر را در حال خروج از مهمانی می‌بینند و به ایوان خبر می‌دهند. ایوان که وانمود می‌کند از نقشه بی‌اطلاع است، به ولادیمیر پیشنهاد می‌دهد که تزار شدن را امتحان کند. او را با لباس سلطنتی می‌پوشانند و جلویش تعظیم می‌کنند. ولادیمیر به نیایش وارد کلیسا می‌شود. پیوتر او را با ایوان اشتباه می‌گیرد و با خنجر می‌کشد.
یفروسینیا که مرگ ایوان را باور کرده، شادمان به صحنه می‌رسد، اما با دیدن پسر مرده‌اش، عقلش را از دست می‌دهد. ایوان قاتل را می‌بخشد و از او تشکر می‌کند که نه‌تنها «یک ابله»، بلکه «بدترین دشمن تزار» را کشته است. سپس به اوپریچنیک‌ها اعلام می‌کند که دشمنان درون مسکو نابود شده‌اند و اکنون می‌تواند به دشمنان بیرونی بپردازد.